# 翟魏

翟魏
魏

翟魏の領域。

翟魏（てきぎ／たくぎ、388年 - 392年）は、五胡十六国時代に丁零（テュルク系遊牧民族）の翟遼が黄河南岸の滑台に建てた政権である。領土が小さく、期間も短かったため通常「五胡十六国」の十六国には数えられない。
丁零の勢力は後燕・西燕・東晋等の国に従っていたが、388年に後燕の慕容垂との関係修復に失敗すると翟遼が独立して魏天王を名乗った。392年、翟遼の子の翟釗の代に後燕に滅ぼされた。

## 歴史

### 建国以前
丁零の翟斌の一族は代々康居に住んでいたが、後に中国に移った。330年、翟斌は後趙によって句町王に封ぜられた。371年1月、前秦の苻堅が関東の豪族及び雑夷15万戸を関中に、烏桓族を馮翊郡と北地郡に、そして翟斌旗下の丁零族を新安県と澠池県に移住させた。

#### 翟斌の挙兵
383年12月、前秦の衛軍従事中郎であった翟斌は河南で挙兵し、前秦の豫州牧・平原公の苻暉を洛陽で攻めた。長楽公の苻丕は慕容垂と苻飛龍にこれを討たせたが、慕容垂（のちの後燕の皇帝）が密かに前燕を復興させることを謀って翟斌の丁零と結んで前秦に叛いて南下し、苻飛龍を殺してことごとくその衆を生き埋めにした。慕容鳳と、前燕の故臣の子である燕郡の王騰・遼西の段延らは翟斌の挙兵を聞いて、各部曲を率いてこれに帰属した。苻暉は武平侯の毛当に翟斌を討たせたが、丁零の衆は翟斌に随従し、秦兵に大勝して毛当を斬った。翟斌は遂に陵雲台戍に侵攻し、万余人の甲仗を収めた。
384年1月、慕容鳳・王騰・段延らが慕容垂を盟主に奉じることを勧めたので、翟斌もこれに従った。慕容垂が大将軍・大都督・燕王と称して後燕を建国すると、弟の慕容徳を車騎大将軍・范陽王、兄の慕容恪の嫡男の慕容楷を征西大将軍・太原王、翟斌を建義大将軍・河南王、元夫余王の余蔚を征東将軍・夫余王、昌黎鮮卑の衛駒を鷹揚将軍、慕容鳳を建策将軍とした。同年2月、慕容垂は丁零と烏桓の衆20余万を率いて鄴を攻めたが、陥落できなかった。同年7月、翟斌は功を恃んで驕り高ぶり、鄴城を陥落できずにいる慕容垂に対して密かに二心を抱いた。これに気付いた太子の慕容宝や慕容農・慕容紹（慕容楷の弟）、そして慕容徳らが、翟斌を排除することを慕容垂に請うたが、功績のある翟斌を排除することはできないと申し出を却下された。やがて翟斌は尚書令になることを請うたが、慕容垂に断られたため、密かに苻丕と通謀して丁零人たちに鄴城水攻めのための堤防を決壊させた。これが発覚すると、翟斌及びその弟の翟檀と翟敏が慕容垂に殺された。

#### 翟真時代
翟斌の兄の子である翟真は夜に営衆を率いて北の邯鄲に奔走した。さらに兵を引き連れて鄴に戻り、苻丕と内外で呼応しようとした。しかし、後燕太子の慕容宝と冠軍大将軍の慕容隆に撃破されたので、翟真は邯鄲に逃げ帰った。8月、翟真が邯鄲から北走すると、慕容垂は慕容楷と慕容農に騎馬を率いて追撃させた。両者は下邑で戦って翟真が勝った。10月、翟真は承営に在って公孫希と宋敞と首尾となった。苻丕は宦者冗従僕射の清河人の光祚を遣わし、将兵数百を中山に赴かせて翟真と結んだ。また、陽平郡太守の邵興を遣わして数千騎を率い、冀州の故郡県に召集し、光祚と襄国で会した。この時、後燕軍は疲弊しており、前秦の勢いは復振していたので、趙郡人の趙粟らは柏郷で兵を起こして邵興に応じた。後燕の慕容垂は慕容隆と龍驤将軍の張崇に邵興を撃たせるべく、慕容農と合流させた。慕容隆は邵興と襄国で戦い、これを大破した。邵興は広阿まで逃走したが、慕容農と遭遇して捕えられた。光祚はこれを聞き、鄴に逃げ帰った。慕容隆は趙粟らを撃破し、冀州の郡県は再び後燕に従った。独孤部の劉庫仁は公孫希がすでに平規を破ったことを聞き、大挙兵して苻丕を救おうと、雁門・上谷・代郡の兵を発し、繁畤に駐屯した。時に、劉庫仁の所にいた慕輿文・慕輿常の2人は三郡の兵が遠征に嫌気がさしていることを知り、造反して劉庫仁を夜襲して殺害し、その駿馬を盗んで後燕に奔走した。これを聞いた公孫希の衆は動揺して自潰したので、公孫希は翟真の所へ奔走した。11月、後燕の慕容農が信都の西から翟真の従兄である翟遼を魯口で撃破した。翟遼は退いて無極に駐屯し、慕容農は藁城に駐屯してこれに迫った。12月、後燕の慕容麟と慕容農は翟遼を襲って大破したので、翟遼は単騎で翟真の所へ奔走した。
385年4月、翟真が承営から行唐に移ると、翟真の司馬である鮮于乞が翟真および諸翟人を殺し、自ら立って趙王となった。

#### 翟成時代
営人は共に鮮于乞を殺し、翟真の従弟である翟成を立てて主とした。しかし、その衆の多くが後燕に降ったので、翟遼は黎陽に奔走した。5月、慕容垂は常山に至って翟成を行唐で包囲した。7月、翟成の長史である鮮于得が翟成を斬って慕容垂に降った。慕容垂は行唐を攻め落とし、翟成の衆をことごとく穴埋めにした。

#### 翟遼時代
386年1月、黎陽に逃れた翟遼は東晋の黎陽郡太守の滕恬之に甚だ寵愛されたが、滕恬之が士卒から信用されていないことを知ると、密かに謀りごとを企てた。そして滕恬之が南の鹿鳴城を攻める際、後方の翟遼は閉門して滕恬之が帰って来られないようにし、東の鄄城に奔走しようとした滕恬之を追って捕えて黎陽を乗っ取った。これを知った東晋の豫州刺史の朱序は将軍の秦膺と童斌を遣わし、淮・泗の諸郡と共にこれを討った。3月、東晋の泰山郡太守の張願は郡ごと叛いて翟遼に降った。8月、翟遼は譙で略奪をおこなったため、朱序によって撃退された。
387年1月、翟遼は子の翟釗に陳・潁を略奪させたが、朱序が派遣した秦膺によって撃退された。4月、高平の翟暢は太守の徐含遠を捕えて郡ごと翟遼に降った。5月、慕容垂が慕容楷を前鋒都督として自ら諸将を率いて南の翟遼を攻めた。翟遼の衆は皆、燕や趙の出身であったため、慕容楷が攻めてくるのを聞くとこれに帰順した。懼れた翟遼は使者を送って降伏を請うた。慕容垂はこれを承諾し、翟遼を徐州牧・河南公に封じて帰還した。しかし10月、翟遼は後燕に叛き、王祖や張申とともに清河郡と平原郡を略奪した。

### 建国後
388年2月、翟遼は司馬の眭瓊を後燕に遣わして謝罪したが、慕容垂はこれを聞き入れず、眭瓊を斬って関係を絶った。そこで翟遼は自ら魏天王と称し、建光と改元して百官を置いた。5月、翟遼は滑台に移って駐屯した。
- 建光2年（389年）4月、翟遼は滎陽を略奪し、太守の張卓を捕えた。
- 同年10月、後燕の楽浪王の慕容温が冀州刺史となったため、丁零人の故堤に偽りの降伏をさせて慕容温の帳下に入れ、慕容温を殺害させた。
- 建光3年（390年）1月、東晋の豫州刺史の朱序に敗れた。
- 同年8月、翟釗が劉牢之に鄄城で敗れ、河北に奔走した。劉牢之はさらに翟遼を滑台で破ったので、張願が来降した。

#### 翟釗時代
建光4年（391年）10月、翟遼が死去したので子の翟釗が天王位を継ぎ、定鼎と改元した。
翟釗は後燕の鄴城を攻めたが、遼西王慕容農によって撃退された。定鼎2年（392年）2月、慕容垂は魯口から河間・渤海・平原に至った。翟釗は将の翟都を遣わして館陶を侵させ、蘇康塁に駐屯させた。3月、慕容垂が兵を率いて南方の翟釗を撃った。4月、翟都は南の滑台に奔ったが翟釗が滑台で慕容垂に討たれたので、黎陽に退いた。6月、慕容垂が黎陽津に到達して渡河しようとするのを、翟釗は南岸に列兵して拒んだ。そこで慕容垂は偽の兵を使って翟釗の注意を逸し、その隙に渡河を成功させた。これに気づいた翟釗は妻子と数百騎を連れて北の白鹿山に奔走した。慕容農は追撃して翟釗の衆を捕えたが、翟釗のみは単騎で西燕の長子の下へ奔走した。ここに翟魏は滅亡する。
慕容垂は翟釗が統治していた七郡3万8千戸を以前のように処遇し、徐州の流人7千数戸を黎陽に遷した。翟釗は西燕の君主慕容永に救いを求めて西燕に降り、慕容永から車騎大将軍・東郡王に封ぜられた。一余年後、翟釗は慕容永を殺そうと謀ったため、慕容永に誅殺された。

## 君主
- 翟斌 - 丁零の首長
- 翟真 - 翟斌の兄の子
- 翟成 - 翟真の従弟

1. 翟遼（在位：388年 - 391年） - 翟真の従兄
2. 翟釗（在位：391年 - 392年） - 翟遼の子

## 元号
- 建光（388年 ‐ 391年）
- 定鼎（391年 ‐ 392年）

## 参考資料
- 『晋書』（載記第十三、載記第十四、載記第二十三）
- 『魏書』（列伝第八十三）
- 『資治通鑑』（卷第九十四、卷第一百三、卷第一百五、卷第一百六、卷第一百七、卷第一百八）
- 三﨑良章『五胡十六国』（東方書店、2002年、ISBN 9784497202017）